# Coloni Racing
Coloni Racing a fost o echipă de Formula 1, care a concurat în Campionatul Mondial între 1987 și 1991.

## Palmares în Formula 1
| Sezon | Piloți                                           | Puncte | Loc clasament general |
| ----- | ------------------------------------------------ | ------ | --------------------- |
| 1991  | Pedro Chaves (13 curse); Naoki Hattori (2 curse) | 0      | -                     |
| 1990  | Bertrand Gachot                                  | 0      | -                     |